# Micanopy
Micanopy (c. 1780 – 2 de gener de 1849), també conegut com a Micco-Nuppe, Michenopah, Miccanopa, Mico-an-opa i Sint-chakkee ("frequentador del llac", com era conegut abans de l'accés), fou el líder dels seminole que dirigí la tribu durant la Segona Guerra Seminola.

## Biografia
El seu nom era derivat del hitchiti "miko" (cap), i "naba" (a dalt) i, per tant, significa "cap suprem" o similar. Micanopy també fou conegut com a Hulbutta Hajo (o "Al·ligàtor Boig").
Encara que se sap poc dels seus primers anys, Micanopy va néixer prop de l'actual Saint Augustine, en algun moment al voltant de 1780. Va succeir Bolek com cap principal hereditari dels Seminola després de la mort de Bolek en 1819, Micanopy aviat va començar a adquirir grans quantitats de terra i bestiar. Com era pràctica comuna entre l'elit seminola, va contractar més de 100 esclaus escapats a treballar les seves terres a principis del segle xix. Va encoratjar els matrimonis mixtos entre seminoles i negres, i alguns dels seus descendents va guanyar influència com a elit entre els consells tribals (inclosos diversos caps de guerra)
Després de la compra estatunidenca de Florida a Espanya en 1819 (i el posterior nomenament d'Andrew Jackson com a governador territorial en 1821), un gran nombre de colons americans van començar a colonitzar el nord de la Florida durant la següent dècada. Micanopy es va oposar al seu posterior assentament americà a la regió. Com van sorgir conflictes amb més freqüència entre seminoles i colons, els seminoles van ser expulsats lluny de la costa de Florida i als extensos aiguamolls de l'interior. Pel Tractat de Moultrie Creek de 1823, els estatunidencs es van apoderar de 24 milions d'acres de terra seminola al nord de Florida, i els seminoles es van traslladar a territori central i meridional.
Els amos d'esclaus procedents de Florida i els estats veïns van exigir la captura dels seminoles i tornar els esclaus que s'havien refugiat amb ells. El desenvolupament de grans plantacions a la Florida va portar a la compra de més esclaus, només per veure com alguns s'escapaven. Amb la pressió contínua contra la tribu i els estatunidencs demanant la deportació després de l'aprovació de l'Indian Removal Act, un grup de caps seminoles finalment va accedir al Tractat de Payne's Landing en 1832; van cedir més terres seminoles a canvi de reserves a Territori Indi (avui Oklahoma) en 9 de maig de 1832.
Va negociar una solució pacífica entre el seminoles i les autoritats locals, però Micanopy es va negar a signar el tractat. Es va unir als caps més joves, com Osceola, Alligator i Wild Cat (nebot de Micanopy), en l'oposició al tractat. Van començar a organitzar la resistència entre els guerrers seminoles. Després que Osceola assassinés l'agent indi, el general Wiley Thompson, Micanopy (amb Osceola) van atacar les forces al comandament del Major Francis Langhorne Dade i del general Duncan Lamont Clinch el desembre de 1835. Només tres soldats van sobreviure en l'anomenada pels estatunidencs massacre de Dade, el que contribuí a les crides per a l'acció militar estatunidenca contra el seminoles, i el començament de la Segona Guerra Seminola.
El seminoles van obtenir els primers èxits, però l'ancià Micanopy es va convèncer de la inutilitat de la guerra contra el gran nombre de soldats estatunidencs. Es va lliurar el juny de 1837 i va començar a negociar per traslladar la seva tribu a Territori Indi, però va ser segrestat per Osceola. El desembre de 1838 Micanopy va ser capturat per forces del general Thomas S. Jesup mentre era sota una bandera de treva, quan ja havia accedit a signar un tractat de pau. Aquest incompliment d'honor pels Estats Units va ser considerat un ultratge per gran part del públic, el que augmenta la seva simpatia cap als seminoles.
Empresonat a Charlestown (Carolina del Sud), Micanopy va ser posat en llibertat i enviat amb al voltant de 200 altres seminoles a Territori Indi. Van ser posats inicialment sota autoritat de la Nació Muskogee (Creek), encara que el poble havia estat durant molt de temps independent.
Encara que Micanopy va intentar restablir els Seminoles com a independents, mai va recuperar el seu poder anterior. El 1845, va ser un dels signants d'un tractat amb els Estats Units, el que va donar als seminoles de Florida occidental semi-independència de la Nació Creek en Territori Indi, garantint la independència complet el 1855. Va morir a Fort Gibson el 2 de gener de 1849.
Micanopy va ser succeït en la línia matrilineal pel fill de la seva germana, Jim Jumper, com cap principal, com els seminoles havien restablert gradualment les seves italwa i organitzacions tradicionals en Territori Indi. Jim Jumper va ser succeït després de la seva mort quatre anys més tard pel seu germà, John Jumper, qui va dirigir la tribu fins després de la Guerra Civil dels Estats Units. En aquest moment, la intervenció dels Estats Units en els assumptes tribals complica la successió.

## Llegat i honors
- Els euroamericans anomenaren Micanopy (Florida) en honor seu; es va fundar en el lloc de la ciutat capital del cap, Cuscowilla.

## Cultura popular
- Micanopy és mencionat a la cançó de John Anderson "Seminole Wind," de l'àlbum Seminole Wind.